# Canton de Torcy
Le canton de Torcy est une division administrative française, située dans le département de Seine-et-Marne et la région Île-de-France.
À la suite du redécoupage cantonal de 2014, les limites territoriales du canton sont remaniées. Le nombre de communes du canton passe de 6 à 5.

## Historique
Lorsque le 26 février 1790 est créé le « Département de Seine-et-Marne », Torcy en est une des 540 communes. Ni plus, ni moins. Certes des cantons regroupant plusieurs communes ont été créés mais il s’agit d’un découpage informel et parfois incohérent. Il faut attendre 1833 (Loi du 22 juin) pour que les cantons deviennent des circonscriptions électorales. Torcy fait alors partie de celui de Lagny sur Marne qui compte 29 communes et 16 700 habitants. Ce rattachement va durer plus d’un siècle. 
En 1975, compte tenu des débuts de l’accroissement démographique lié à l’arrivée de Marne la Vallée et afin de coller au plus près au périmètre d’aménagement, le canton de Lagny va perdre les 10 communes concernées par cette opération, donnant ainsi naissance, le 8 octobre, au canton de Torcy, du nom de la commune la plus peuplée de l’époque, qui en devient de fait la ville chef lieu. Le canton compte alors 13 000 habitants dont le quart habitent Torcy. 
Dix ans plus tard, la population du Val Maubuée a littéralement explosé. Le canton compte plus de 50 000 habitants. Aussi, afin de lui garder une taille humaine est-il une nouvelle fois redécoupé.

## Représentation

### Conseillers généraux de 1982 à 2015
| Période | Période | Identité      | Étiquette | Qualité                                                            |
| ------- | ------- | ------------- | --------- | ------------------------------------------------------------------ |
| 1982    | 1998    | Gérard Burlet | RPR       | Gérant de société Maire-adjoint de Torcy                           |
| 1998    | 2015    | Gérard Eude   | PS        | Ingénieur Maire-adjoint de Torcy Vice-président du Conseil général |

### Conseillers départementaux à partir de 2015
| Période élective | Période élective | Mandat | Mandat   | Identité           | Nuance | Nuance | Qualité |
| ---------------- | ---------------- | ------ | -------- | ------------------ | ------ | ------ | --- |
| 2015             | 2021             | 2015   | 2021     | Ludovic Boutillier |        | LR     | Directeur informatique et réseaux dans une banque Maire-adjoint de Bussy-Saint-Georges                                 |
| 2015             | 2021             | 2015   | 2021     | Martine Duvernois  |        | LR     | Chargée de recouvrement Conseillère municipale de Torcy                                                                |
| 2021             | 2028             | 2021   | en cours | Yann Dubosc        |        | LR     | Maire de Bussy-Saint-Georges                                                                                           |
| 2021             | 2028             | 2021   | en cours | Claudine Thomas    |        | LR     | Sénatrice (2017-2023), conseillère municipale et ancienne adjointe au maire de Chelles, ancienne conseillère régionale |

### Résultats détaillés

#### Élections de mars 2015
À l'issue du 1er tour des élections départementales de 2015, deux binômes sont en ballottage : Gérard Eude et Nacera Torche (PS, 30,18 %) et Ludovic Boutillier et Martine Duvernois (UMP, 28,79 %). Le taux de participation est de 39,01 % (11 434 votants sur 29 313 inscrits) contre 44,94 % au niveau départemental et 50,17 % au niveau national.
Au second tour, Ludovic Boutillier et Martine Duvernois (UMP) sont élus avec 50,80 % des suffrages exprimés et un taux de participation de 37,39 % (5 203 voix pour 10 960 votants et 29 313 inscrits).

#### Élections de juin 2021
Le premier tour des élections départementales de 2021 est marqué par un très faible taux de participation (33,26 % au niveau national). Dans le canton de Torcy, ce taux de participation est de 24,69 % (7 797 votants sur 31 579 inscrits) contre 27,81 % au niveau départemental. À l'issue de ce premier tour, deux binômes sont en ballottage : Yann Dubosc et Claudine Thomas (LR, 22,59 %) et Mehdi Bekkouche et Henriette Lindaye (binôme écologiste, 15,21 %).
Le second tour des élections est marqué une nouvelle fois par une abstention massive équivalente au premier tour. Les taux de participation sont de 34,36 % au niveau national, 30,02 % dans le département et 27,03 % dans le canton de Torcy. Yann Dubosc et Claudine Thomas (LR) sont élus avec 52,22 % des suffrages exprimés (4 136 voix pour 8 538 votants et 31 588 inscrits),,. 

## Composition

### Composition avant 2015
Le canton de Torcy regroupait six communes.
| Nom                 | Code Insee | Codepostal | Superficie (km2) | Population (dernière pop. légale) | Densité (hab./km2) |
| ------------------- | ---------- | ---------- | ---------------- | --------------------------------- | ------------------ |
| Torcy (chef-lieu)   | 77468      | 77200      | 6,00             | 22 866 (2011)                     | 3 811              |
| Bussy-Saint-Georges | 77058      | 77600      | 13,39            | 25 615 (2012)                     | 1 913              |
| Bussy-Saint-Martin  | 77059      | 77600      | 2,64             | 717 (2012)                        | 272                |
| Collégien           | 77121      | 77090      | 4,27             | 3 150 (2012)                      | 738                |
| Croissy-Beaubourg   | 77146      | 77183      | 11,63            | 1 988 (2011)                      | 171                |
| Ferrières-en-Brie   | 77181      | 77164      | 6,75             | 2 288 (2012)                      | 339                |

### Composition depuis 2015
Le canton de Torcy regroupe cinq communes.
| Nom                           | Code Insee | Intercommunalité              | Superficie (km2) | Population (dernière pop. légale) | Densité (hab./km2) | Modifier                                    |
| ----------------------------- | ---------- | ----------------------------- | ---------------- | --------------------------------- | ------------------ | ------------------------------------------- |
| Torcy (bureau centralisateur) | 77468      | CA Paris - Vallée de la Marne | 6,00             | 22 939 (2022)                     | 3 823              | modifier les données · modifier les données |
| Bussy-Saint-Georges           | 77058      | CA de Marne et Gondoire       | 13,39            | 26 334 (2022)                     | 1 967              | modifier les données · modifier les données |
| Bussy-Saint-Martin            | 77059      | CA de Marne et Gondoire       | 2,64             | 728 (2022)                        | 276                | modifier les données · modifier les données |
| Collégien                     | 77121      | CA de Marne et Gondoire       | 4,27             | 3 332 (2022)                      | 780                | modifier les données · modifier les données |
| Jossigny                      | 77237      | CA de Marne et Gondoire       | 9,62             | 639 (2022)                        | 66                 | modifier les données · modifier les données |
| Canton de Torcy               | 7722       |                               | 35,92            | 53 972 (2022)                     | 1 503              | modifier les données                        |

## Démographie

### Démographie avant 2015
| 1975  | 1990   | 1999   | 2006   | 2011   | 2012   |
| ----- | ------ | ------ | ------ | ------ | ------ |
| 7 771 | 26 873 | 38 236 | 49 119 | 56 057 | 57 246 |

### Démographie depuis 2015
En 2022, le canton comptait 53 972 habitants, en évolution de −1,79 % par rapport à 2016 (Seine-et-Marne : +3,92 %, France hors Mayotte : +2,11 %).
| 2013   | 2018   | 2022   |
| ------ | ------ | ------ |
| 53 698 | 53 875 | 53 972 |